# Omega
Das Omega (deutsch [ˈɔmeɡa], auch [ˈoːmeɡa], von altgriechisch ὦ μέγα [ô méga ‚großes O‘, im Sinn von lang gesprochen, im Gegensatz zu Omikron]; Majuskel Ω, Minuskel ω) ist der 24. und letzte Buchstabe des griechischen Alphabets und hat nach dem milesischen System den Zahlwert 800. Omega wird häufig verwendet, um ein Ende zu verdeutlichen, und ist damit das Gegenteil vom Anfang, dem Alpha (Alpha und Omega oder „Das A und O“). In sozialen Gruppen bei Tieren wird das letzte Tier in der Rangordnung als das Omega-Tier bezeichnet (siehe hierzu unter Alpha-Tier).

## Verwendung als Formelzeichen und in Fachsprachen
- Der Großbuchstabe Ω wird verwendet
  - in der Physik als Einheitenzeichen für das Ohm, die SI-Einheit für den elektrischen Widerstand
  - in der Physik für das Ω-Baryon, ein Hadron (subatomares Teilchen)
  - in der Physik und Mathematik  für den Raumwinkel
  - in der Mathematik als eines der Landau-Symbole
  - in der Mathematik als Omega-Konstante
  - in der Informatik als Chaitinsche Konstante
  - in der Wahrscheinlichkeitsrechnung für die Ergebnismenge
  - in der Thermodynamik für das Großkanonische Potential
  - in der Meteorologie für die Winkelgeschwindigkeit der Erde
  - in der Astronomie für die Länge des aufsteigenden Knotens (Abstand des Knotens vom Frühlingspunkt) bei den Bahnelementen
  - in der Kosmologie für den kosmologischen Dichteparameter des Universums
  - in der Bibel und christlichen Theologie für Gott Jesu (der Omegapunkt; vgl. Pierre Teilhard de Chardin)
  - in der Finanzanalyse zur Bewertung von Optionsscheinen, siehe Omega (Wirtschaft)
  - für die Schweizer Uhrenmarke Omega, siehe Omega SA
  - in der neutestamentlichen Textkritik für die Majuskel 045, einer griechischen Handschrift der Evangelien aus dem 9. Jh. n. Chr.
- Der Kleinbuchstabe ω wird verwendet
  - in der Mathematik für eines der Landau-Symbole und für die kleinste unendliche Ordinalzahl
  - in der Wahrscheinlichkeitsrechnung für ein Ergebnis
  - in der Physik für die Winkelgeschwindigkeit, in der Schwingungslehre für die Kreisfrequenz
  - in der Teilchenphysik als Bezeichner für das ω-Meson
  - in der Meteorologie für die vertikale Luftbewegung im p-System
  - in der Informatik als {\displaystyle \Sigma ^{\omega }} das Zeichen für unendliche Sprachen über einem Alphabet {\displaystyle \Sigma }
    - insbesondere für ω-reguläre Sprachen
    - für ω-Automaten

  - in der Astronomie für das Argument der Periapsis (Winkel-Abstand vom aufsteigenden Knoten) bei den Bahnelementen
  - in der Chemie als ein (nicht normgerechtes) Formelzeichen für den Massenanteil
  - in der organischen Chemie als Lokant für endständige Substituenten und Gruppen (siehe auch Nomenklatur)
  - als gebräuchliche Bezeichnung für mehrfach ungesättigte Fettsäuren mit Vitamin-Charakter (Omega-3-Fettsäuren und Omega-6-Fettsäuren), die allgemeine Gruppe der Omega-n-Fettsäuren sowie die nicht essentiellen Omega-9-Fettsäuren
  - als Knickzahl beim Knicknachweis der stabilitätsgefährdeten Stabkonstruktionen aus Stahl (s.g. Omega-Verfahren)
  - in der Thermodynamik für den azentrischen Faktor
- Das Zeichen ℧ (Unicode: U+2127 inverted ohm sign), ein um 180 Grad gedrehtes großes Omega, wird als Einheitenzeichen für die veraltete Maßeinheit Mho verwendet.

## Zeichenkodierung
|                   | Majuskel Ω                 | Minuskel ω               |
| ----------------- | -------------------------- | ------------------------ |
| Unicode Codepoint | U+03A9                     | U+03C9                   |
| Unicode-Name      | GREEK CAPITAL LETTER OMEGA | GREEK SMALL LETTER OMEGA |
| HTML              | &#937;                     | &#969;                   |
| HTML-Entität      | &Omega;                    | &omega;                  |
| ISO 6937          | 0xE0                       |                          |

## Omega in anderen Schriftsystemen

### Lateinisches Omega
Das Lateinische Omega () ist ein in afrikanischen Sprachen verwendeter, dem griechischen Kleinbuchstaben Omega ähnlich gestalteter Buchstabe des lateinischen Schriftsystems.

### Kyrillisches Omega
Das kyrillische Ot (Ѡ/ѡ), in modernen Texten auch als Omega bezeichnet, wird in verschiedenen Varianten zur Schreibung des Altkirchenslawischen, nicht jedoch in der Schreibung moderner Sprachen verwendet.